# La Osa Producciones Audiovisuales
La Osa Producciones Audiovisuales (anteriorment, Fabricantes Studio) és una productora de televisió espanyola fundada i dirigida per Óscar Cornejo i Adrián Madrid amb l'objectiu social de crear, produir i distribuir formats per a la seva difusió en televisió, Internet o qualsevol altre mitjà audiovisual. Constituïda el 12 de març de 2024, és l'empresa resultant de l'adquisició del 100% de La Fábrica de la Tele, al març de 2024, per part Mediaset España, que va canviar de nom la productora com a Radical Change Contents i aquesta va passar a centrar-se en la creació de continguts per a l'ecosistema digital del grup de mitjans de comunicació. Per aquest motiu, els fundadors originals de La Fábrica de la Tele van crear una altra empresa amb el mateix propòsit anomenada Fabricantes Studio que, el 25 de febrer de 2025, va ser canviada de nom com La Osa Producciones Audiovisuales.
La producció de La Osa Producciones Audiovisuales va dirigida principalment a la televisió convencional i ha produït formats per a La 1, La 2 o Ten. No obstant això, també ha desenvolupat programes per a la seva emissió a través de plataformes digitals com YouTube o Twitch a través de Canal Quickie, gestionat per la productora mateixa.
L'empresa ha produït diversos programes com La familia de la tele, Ni que fuéramos Shhh, Tentáculos o No somos nadie. Igualment, ha coproduït uns altres amb productores alienes com Malas lenguas o Directo al grano.

## Producció

### Producció pròpia
| Programa(es)                | Canal(s)            | Emissió                                | Estrena               | Final                  |
| --------------------------- | ------------------- | -------------------------------------- | --------------------- | ---------------------- |
| Ni que fuéramos Shhh        | Ten i Canal Quickie | Dilluns a divendres, a les 15:50 hores | 15 de maig de 2024    | 27 de març de 2025     |
| Alerta TEN / Documentos TEN | Ten i Canal Quickie | Dijous, a les 20:00 hores              | 24 d'octubre de 2024  | 7 de novembre de 2024  |
| Tentáculos                  | Ten i Canal Quickie | Dilluns a divendres, a les 15:50 hores | 26 de març de 2025    | 30 de setembre de 2025 |
| La familia de la tele       | La 1 i RTVE Play    | Dilluns a divendres, a les 18.20 hores | 5 de maig de 2025     | 18 de juny de 2025     |
| No somos nadie              | Ten i Canal Quickie | Dilluns a divendres, a les 15:50 hores | 1 de setembre de 2025 | Actualitat             |

### Coproduccions
| Programa(es)     | Canal(s)    | Coproduït amb…             | Emissió                                  | Estrena                | Final      |
| ---------------- | ----------- | -------------------------- | ---------------------------------------- | ---------------------- | ---------- |
| Malas lenguas    | La 1 i La 2 | Big bang Media i El Terrat | Dilluns a divendres, a les 15:45 hores   | 9 d'abril de 2025      | Actualitat |
| Directo al grano | La 1        | Mediapro                   | Dilluns a divendres, hora per determinar | 15 de setembre de 2025 | Actualitat |